# Akçay, Elmalı
Akçay là một thị trấn thuộc huyện Elmalı, tỉnh Antalya, Thổ Nhĩ Kỳ. Dân số thời điểm năm 2011 là 1.665 người.